# Enseignement des mathématiques

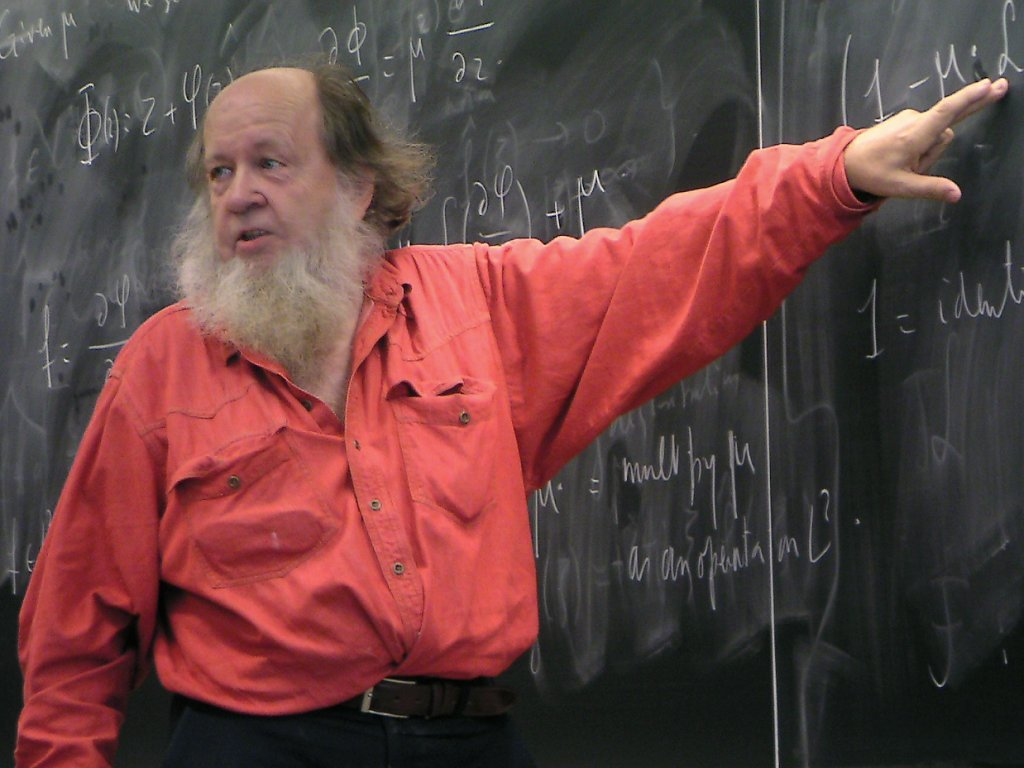
Le professeur Adrien Douady, au tableau.

 (avril 2024).
L'enseignement des mathématiques vise à transmettre des compétences en mathématiques, le plus souvent en expliquant et en appliquant des méthodes scientifiques. Cet enseignement a fait l'objet de nombreux débats dans les sociétés modernes.

## Histoire

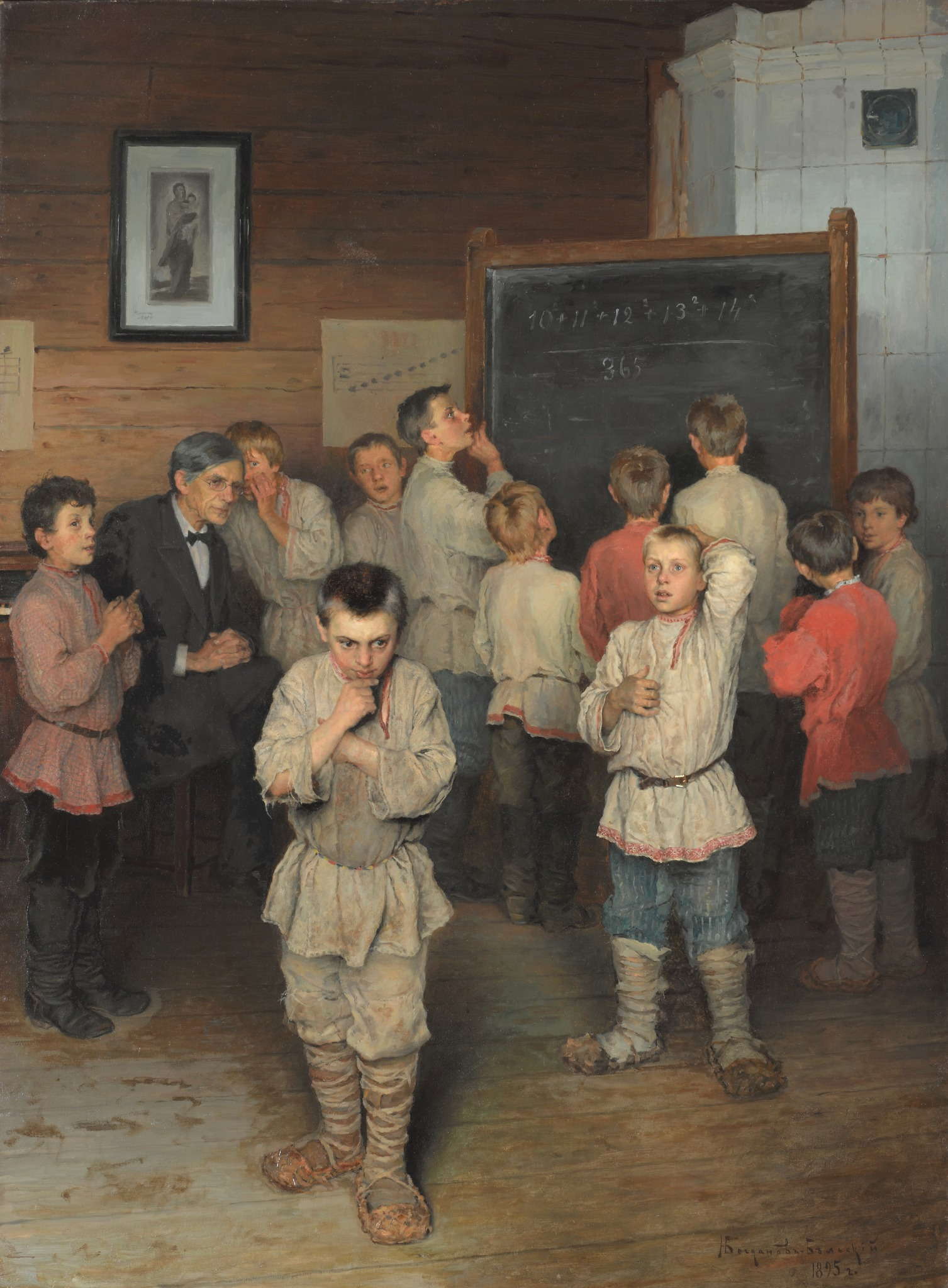
Calcul mental. Dans l'école populaire de S. A. Ratchinski, peinture de Nikolaï Bogdanov-Belski, Russie, 1895.

Garçon devant un tableau noir, Guinée-Bissau, 1974.

Les mathématiques élémentaires font partie des programmes scolaires depuis les plus anciennes civilisations, dont la Grèce antique, l'Empire romain et l'Égypte ancienne. Dans la plupart des cas, l'enseignement était réservé aux hommes, avec une position sociale suffisamment élevée. Dans la division de Platon des arts en trivium et quadrivium, le quadrivium incluait les domaines mathématiques l'arithmétique et la géométrie. Cette division se retrouva dans l'éducation classique développée dans l'Europe médiévale. L'enseignement des mathématiques s'appuyait principalement sur les Éléments d'Euclide. 
Dans la Renaissance, le statut académique des mathématiques déclina car elles étaient généralement associées au commerce. Les mathématiques continuaient à être enseignées dans les universités européennes, mais étaient considérées comme une matière inférieure à la métaphysique, la philosophie, etc.
Au XVIIIe siècle en Europe, les mathématiques sont enseignées plusieurs heures par jour dans les écoles militaires.
À partir de la seconde moitié du XXe siècle, les mathématiques deviennent la première matière de sélection des études secondaires et pour l'entrée de beaucoup d'établissements prestigieux des études supérieures. Ainsi, les mathématiques permettraient une sélection rapide et peu onéreuse. Dès les années 1990, ce rôle central est critiqué : selon ses détracteurs, il établirait un élitisme artificiel et une inadéquation avec certaines formations professionnelles, comme pour la médecine et le commerce. En 2012, le professeur américain de sciences politiques en:Andrew Hacker lui attribue même la plus grande part de responsabilité des échecs scolaires du secondaire et la perte de nombreux talents et potentiels professionnels aux États-Unis.

## Objectifs
Selon les époques, les lieux, et les cultures, l'éducation des mathématiques s'est vue fixer des objectifs différents, dont :
- L'enseignement des bases du calcul ;
- L'enseignement des mathématiques pratiques : l'arithmétique et la géométrie plane ;
- L'enseignement des concepts mathématiques abstraits comme les ensembles et les fonctions, à partir d'un certain âge ;
- L'enseignement de domaines spécifiques, comme la géométrie euclidienne, comme exemple d'un système axiomatique ;
- Éventuellement, dans le cadre d'options, l'enseignement de sujets avancés pour les élèves trouvant dans les mathématiques leurs vocations ;
- L'enseignement de la logique heuristique et autres stratégies pour résoudre des problèmes non-routiniers.

Les méthodes de l'enseignement des mathématiques changent suivant les objectifs à atteindre.

## Normes
Malgré tout, à toute époque, des normes d'enseignement des mathématiques ont été établies localement par des institutions ou des groupes d'enseignants, en fonction du niveau qu'il leur semblait approprié et réaliste d'attendre d'un élève.
Aujourd'hui, dans les sociétés occidentales, ces normes sont discutées à l'échelle régionale ou nationale. Ces normes peuvent faire l'objet d'une publication officielle :
- Le Curriculum national en Angleterre.
- Les Principles and Standards for School Mathematics aux États-Unis.
- Le B.O. (Bulletin officiel (France)).

## Contrôle des connaissances
Le contrôle des connaissances en mathématiques s'appuie essentiellement classiquement sur :
- Des exercices routiniers permettant à l'élève d'assimiler tout ou une partie du cours, des méthodes de raisonnement ou des techniques standard de résolution ;
- Des problèmes, essentiellement des exercices d'une longueur suffisante, éventuellement avec plusieurs parties.

À un niveau supérieur, les problèmes désignent un ensemble de questions sur une thématique, visant par exemple à la démonstration et l'illustration d'un résultat qu'un élève n'est pas censé connaitre d'avance.

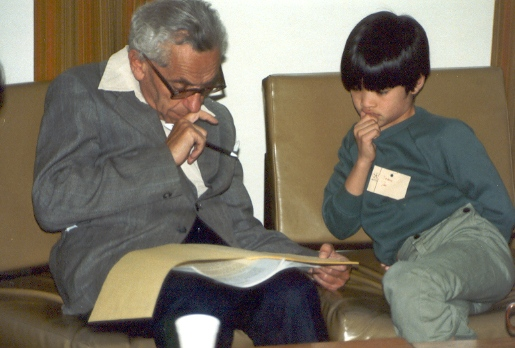
Paul Erdős et Terence Tao en 1985 : coaching pédagogique ou recherche collaborative ?

## Méthodes d'enseignement

### Les mathématiques modernes
Les « mathématiques modernes » (souvent appelées familièrement les « maths modernes ») étaient une façon d'enseigner les mathématiques dans les pays occidentaux durant les années 1960 et 1970. Elles visaient d'une part à améliorer le niveau scientifique général de la population via un enseignement plus abstrait dès l'école primaire et, d'autre part, à dépoussiérer l'enseignement classique des mathématiques à l'école. Ce dernier, très empreint de géométrie, d'arithmétique et de trigonométrie, avait en effet tardé à incorporer les mutations des mathématiques durant la première moitié du XXe siècle.

### La méthode de Moore
La méthode de Moore est une méthode d'enseignement des mathématiques nommée d'après Robert Lee Moore qui utilisa une version plus extrême de la version moderne. L'enseignement est construit principalement sur les choix des élèves. Au lieu d'utiliser des livres scolaires, les élèves se voient donner une liste de définitions et de théorèmes qu'ils doivent prouver ou présenter en classe.

### La méthode de Singapour
La méthode de Singapour (ou mathématiques de Singapour) est une méthode d'enseignement fondée sur le programme national de mathématiques de la maternelle à la sixième année à Singapour. Le terme a été inventé aux États-Unis pour décrire une approche, initialement développée à Singapour, de l'enseignement des mathématiques à l'aide de trois aspects fondamentaux : la modélisation, l'approche « concrète-imagée-abstraite » et la verbalisation.
Conçue au début des années 1980 par une équipe de professeurs de mathématiques mandatée par le ministère de l'Éducation de Singapour, sur la base des recherches menées par des pédagogues du monde entier (en particulier Jerome Bruner, Jean Piaget, George Pólya et Maria Montessori), la méthode a été ensuite mise en œuvre dans les écoles singapouriennes sur une longue période de quinze ans, chaque professeur ayant été formé, en formation initiale et continue, à ce nouveau cursus.
Sa réputation est devenue mondiale quand, en 1995, Singapour s'est classée, pour la première fois, première aux évaluations TIMSS (Trends in International Mathematics and Science Study) puis en 2008, aux évaluations PISA. Depuis cette date, Singapour s'est classée systématiquement première ou seconde à toutes les nouvelles évaluations.

### Autres
Cédric Villani et Charles Torossian ont présenté un rapport intitulé 21 mesures pour l'enseignement des mathématiques, remis en février 2018, qui formule des propositions concrètes en s'inspirant des pratiques les plus concluantes et à la lumière des études internationales.

## Enseignement en ligne
Avec la démocratisation d'Internet, de plus en plus de sites web proposent des cours ou des documents d'enseignement des mathématiques. Des chaînes YouTube ont également été fortement consultées durant les confinements liés à la pandémie de Covid-19.

## Situation par pays

### En France
Selon une enquête publiée en 2020 par le ministère de l'Éducation nationale, 54,4 % des élèves ont des acquis « fragiles » voire insuffisants en mathématiques à la fin du CM2. Pour un quart des élèves (25,8 %), « l'utilisation des retenues dans la soustraction n'est pas acquise ». L'étude montre que ce sont les élèves des milieux les moins favorisés qui voient le plus leur niveau baisser. Ainsi, les enfants du premier « quartile », c'est-à-dire les écoliers les moins favorisés, accusent une baisse de leurs résultats en mathématiques de 22 points entre 2014 et 2019. A contrario, « la baisse des performances entre 2014 et 2019 ne concerne pas les élèves appartenant aux écoles les plus favorisées » et « n'affecte pas les élèves des écoles du secteur privé ».
Malgré des améliorations importantes, l’éducation des femmes aux sciences, technologie, ingénierie et mathématiques (STEM) présente de fortes disparités. Les filles sont bloquées par la discrimination, les préjugés, les normes sociales et les attentes qui influent sur les matières qu’elles étudient. En dépit des contributions des mathématiciennes à travers les siècles, depuis la fin des années 1990, la National Science Foundation aux États-Unis note un déclin de la part relative des diplômes de premier cycle octroyés à des femmes en mathématiques ainsi que dans d'autres disciplines des « STGM » (Sciences, technologies, génie et mathématiques). Plusieurs associations œuvrent pour la promotion des femmes en mathématiques. Aux États-Unis, l'Association for Women in Mathematics est fondée en 1971 par  Mary Gray, Alice T. Schafer et Lenore Blum. En France par exemple, l'organisme Femmes et Mathématiques est soutenue dès sa création en 1987 par Huguette Delavault.